# Кивёр, Якуб
Я́куб Пётр Кивёр (пол. Jakub Piotr Kiwior; род. 15 февраля 2000, Тыхы, Силезское воеводство) — польский футболист, защитник лондонского «Арсенала» и сборной Польши. Участник чемпионата мира 2022 и чемпионата Европы 2024.

## Клубная карьера
Кивёр является воспитанником польского «Тыхы». Летом 2016 года при помощи агента перебрался в академию бельгийского «Андерлехта». Вместе с командой стал чемпионом молодёжной лиги Бельгии. В январе 2019 года Якуб перебрался в словацкий клуб «Железиарне» Подбрезова, который выступал в Суперлиге. 16 февраля 2019 
года дебютировал в профессиональном футболе в поединке чемпионата против «Нитры», выйдя на поле в стартовом составе и проведя все девяносто минут. 2 марта 2019 года забил свой первый мяч в карьере, поразив ворота «Тренчина». Всего в сезоне провёл 14 встреч. Вместе с командой не смог удержаться в Суперлиге, заняв последнее место в группе «вылета».
В августе 2019 года Якуб перешёл в другой словацкий клуб — «Жилину». 10 августа 2019 года дебютировал за него в поединке против «Ружомберока», выйдя на замену на 78-й минуте вместо Лукаша Яношика. Всего в сезоне провёл 13 встреч, оставаясь в основном игроком замены. Периодически выступал за вторую команду во второй лиге. Вместе с командой завоевал серебряные медали. В сезоне 2020/2021 годов стал твёрдым игроком основы, сыграв 30 встреч, 29 из которых начал в основном составе.
31 августа 2021 года перешёл в итальянскую «Специю», которая заплатила за него полтора млн евро. Контракт был заключён на четыре года. 1 декабря 2021 года дебютировал в Серии А в поединке против «Интернационале», выйдя на поле в стартовом составе и сыграв весь матч. Всего сыграл в сезоне 22 встречи, в 21 выйдя в стартовом составе.
23 января 2023 года Якуб Кивёр был приобретен лондонским клубом «Арсенал».

## Карьера в сборной
Выступал за юношеские и молодёжные сборные Польши всех возрастов. Игрок сборной Польши. 11 июня 2022 года дебютировал за неё в поединке Лиги Наций против сборной Нидерландов, выйдя на поле в стартовом составе и проведя весь матч, который завершился со счётом 2:2. Участник чемпионата мира по футболу 2022 года. 22 ноября дебютировал на нём в поединке против сборной Мексики.

## Достижения
«Арсенал» Лондон
- Обладатель Суперкубка Англии: 2023